# Euphyllophyta
Las eufilofitas son el clado (grupo monofilético) de plantas vasculares no licofitas, en su mayor parte tienen eufilos o megafilos dispuestos en espiral sobre el tallo, crecimiento pseudomonopodial del tallo, esporangios que nacen de a pares y se disponen en racimos terminales, raíces con protoxilema exarco, en el genoma del cloroplasto tienen una inversión de 30 kb en la región larga de única copia, esperma multiflagelado, etc. 
Aparentemente surgieron hace 420-380 millones de años y comprende dos clados o divisiones de plantas vivientes: Monilophyta (helechos y afines), sin raíces verdaderas (originadas en la radícula del embrión), y Lignophyta, con raíces verdaderas (originadas en la radícula del embrión). En la actualidad, las únicas lignofitas vivas son las espermatófitas o "plantas con semilla". 

## Eufilos en helechos y en espermatofitas
Parece claro que las hojas evolucionaron independientemente, y por caminos muy diferentes, en la línea de las licofitas y la de las eufilofitas. Si bien los eufilos o megafilos caracterizan a este clado, los detalles de su construcción aún no están claros. En las monilofitas (helechos y afines) la vascularización de los megafilos parece darse por desprendimientos de haces vasculares del tallo (originando una sifonostela anfifloica en la estela), mientras que en las espermatofitas (plantas con semilla) pareciera que la estela del tallo está formada por series de haces vasculares colaterales en principio independientes. Si así fuera, entonces los megafilos en los helechos y en las espermatofitas serían una evolución paralela más que una sinapomorfía, y las trazas foliares serían sólo una analogía, por lo que se usarían con fines descriptivos únicamente. De todas formas parece que la construcción del cilindro vascular en algunos helechos verdaderos también es a través de simpodios (Karafit et al. 2006). 

## Evolución de los eufilos
Dentro de las monilofitas, las más primitivas son las cladoxilópsidas, las cuales carecían de hojas y aparecieron en el Devónico hace más de 390 millones de años. Las primeras frondes habrían aparecido con los primeros helechos al inicio del Carbonífero hace unos 350 millones de años, mientras que los equisetos nunca desarrollaron megafilos. 
La maquinaria molecular que haría posible la construcción de los megafilos apareció tanto en ambientes terrestres como marinos a mediados del Paleozoico, pero fue unos 20 millones de años después que las plantas con hojas irradiaron hasta dominar la flora terrestre (Osborne et al. 2004). Este retardo siempre ha resultado difícil de explicar, debido a la aparente ventaja que poseen las hojas grandes y aplanadas para el proceso de fotosíntesis. Tanto la teoría como la extrapolación de los resultados experimentales predicen que fueron los niveles de dióxido de carbono excepcionalmente altos del Paleozoico los responsables de ese retardo en la aparición de los megafilos (Osborne et al. 2004). El mecanismo por el que debe haber actuado se explica en el funcionamiento de los estomas: los estomas son pequeñas interrupciones de la epidermis en forma de agujeros, controlados por células alrededor de ellos que permiten su apertura o su cierre, que permiten a la planta terrestre intercambiar gases y vapor de agua con la atmósfera. La apertura del estoma produce un intercambio de gases, en especial hay tres de ellos que afectan a varios niveles el funcionamiento de la planta:
1. durante la fotosíntesis es especialmente activa la entrada de dióxido de carbono y la salida del oxígeno.
2. en especial cuando la temperatura es alta, pero siempre en mayor o en menor medida, se produce la salida de vapor de agua.

Si los estomas se mantienen abiertos por períodos cortos de tiempo, el intercambio gaseoso es pequeño. Cuando la concentración de dióxido de carbono atmosférico es alta, en teoría los estomas tenderán a permanecer cerrados, con lo que saldrá menos vapor de agua, que evitará el enfriamiento de la planta por evaporación. De esta forma cuando la presión de dióxido de carbono es alta, se hipotetiza que la planta será menos eficiente para enfriarse. La forma aplanada de las hojas debe haber llevado a las plantas del Paleozoico que la poseían a la muerte de sus hojas por sobrecalentamiento letal. Osborne et al. muestran que en el registro fósil hay una correlación entre las concentraciones de dióxido de carbono atmosférico, y el tamaño de las hojas y la cantidad de estomas en las eufilofitas, que argumentan que sostiene su teoría (véase también Beerling 2005 y referencias).

## Filogenia
Las eufilofitas vivientes pertenecen a dos clados hoy bien consensuados: las plantas con semilla o espermatofitas, y las monilofitas o Moniliformopses de Kenrick y Crane 1997. De acuerdo con la genética molecular, los grupos monofiléticos con representantes vivos se muestran en el siguiente cladograma:
|  | equisetos |
|  |           |
|  | helechos  |
|  |           |

|  | gimnospermas |
|  |              |
|  | angiospermas |
|  |              |

|  | equisetos |
|  |           |
|  | helechos  |
|  |           |

|  | gimnospermas |
|  |              |
|  | angiospermas |
|  |              |

El crecimiento pseudomonopodial del tallo fue un avance con respecto a los ancestros de este clado, encontrado en una variedad de fósiles del Devónico conocidos como Trimerophyta, plantas sin hojas que vienen a ser las eufilofitas ancestrales.  Las eufilofitas evolucionaron a partir del Devónico temprano, hace casi 420 millones de años. Si tomamos en cuenta los grupos extintos, la filogenia es aproximadamente la siguiente:
|  | Cladoxylopsida †                                              |
|  |                                                               |
|  | \| \| Equisetopsida \| \| \| \| \| \| Filicopsida \| \| \| \| |
|  |                                                               |
|  | Equisetopsida                                                 |
|  |                                                               |
|  | Filicopsida                                                   |
|  |                                                               |

|  | Equisetopsida |
|  |               |
|  | Filicopsida   |
|  |               |

|  | Pteridospermae (P) †                                          |
|  |                                                               |
|  | \| \| Gymnospermae \| \| \| \| \| \| Angiospermae \| \| \| \| |
|  |                                                               |
|  | Gymnospermae                                                  |
|  |                                                               |
|  | Angiospermae                                                  |
|  |                                                               |

|  | Gymnospermae |
|  |              |
|  | Angiospermae |
|  |              |

|  | Pteridospermae (P) †                                          |
|  |                                                               |
|  | \| \| Gymnospermae \| \| \| \| \| \| Angiospermae \| \| \| \| |
|  |                                                               |
|  | Gymnospermae                                                  |
|  |                                                               |
|  | Angiospermae                                                  |
|  |                                                               |

|  | Gymnospermae |
|  |              |
|  | Angiospermae |
|  |              |

|  | Pteridospermae (P) †                                          |
|  |                                                               |
|  | \| \| Gymnospermae \| \| \| \| \| \| Angiospermae \| \| \| \| |
|  |                                                               |
|  | Gymnospermae                                                  |
|  |                                                               |
|  | Angiospermae                                                  |
|  |                                                               |

|  | Gymnospermae |
|  |              |
|  | Angiospermae |
|  |              |

|  | Pteridospermae (P) †                                          |
|  |                                                               |
|  | \| \| Gymnospermae \| \| \| \| \| \| Angiospermae \| \| \| \| |
|  |                                                               |
|  | Gymnospermae                                                  |
|  |                                                               |
|  | Angiospermae                                                  |
|  |                                                               |

|  | Gymnospermae |
|  |              |
|  | Angiospermae |
|  |              |

|  | Cladoxylopsida †                                              |
|  |                                                               |
|  | \| \| Equisetopsida \| \| \| \| \| \| Filicopsida \| \| \| \| |
|  |                                                               |
|  | Equisetopsida                                                 |
|  |                                                               |
|  | Filicopsida                                                   |
|  |                                                               |

|  | Equisetopsida |
|  |               |
|  | Filicopsida   |
|  |               |

|  | Pteridospermae (P) †                                          |
|  |                                                               |
|  | \| \| Gymnospermae \| \| \| \| \| \| Angiospermae \| \| \| \| |
|  |                                                               |
|  | Gymnospermae                                                  |
|  |                                                               |
|  | Angiospermae                                                  |
|  |                                                               |

|  | Gymnospermae |
|  |              |
|  | Angiospermae |
|  |              |

|  | Pteridospermae (P) †                                          |
|  |                                                               |
|  | \| \| Gymnospermae \| \| \| \| \| \| Angiospermae \| \| \| \| |
|  |                                                               |
|  | Gymnospermae                                                  |
|  |                                                               |
|  | Angiospermae                                                  |
|  |                                                               |

|  | Gymnospermae |
|  |              |
|  | Angiospermae |
|  |              |

|  | Pteridospermae (P) †                                          |
|  |                                                               |
|  | \| \| Gymnospermae \| \| \| \| \| \| Angiospermae \| \| \| \| |
|  |                                                               |
|  | Gymnospermae                                                  |
|  |                                                               |
|  | Angiospermae                                                  |
|  |                                                               |

|  | Gymnospermae |
|  |              |
|  | Angiospermae |
|  |              |

|  | Pteridospermae (P) †                                          |
|  |                                                               |
|  | \| \| Gymnospermae \| \| \| \| \| \| Angiospermae \| \| \| \| |
|  |                                                               |
|  | Gymnospermae                                                  |
|  |                                                               |
|  | Angiospermae                                                  |
|  |                                                               |

|  | Gymnospermae |
|  |              |
|  | Angiospermae |
|  |              |

|  | Cladoxylopsida †                                              |
|  |                                                               |
|  | \| \| Equisetopsida \| \| \| \| \| \| Filicopsida \| \| \| \| |
|  |                                                               |
|  | Equisetopsida                                                 |
|  |                                                               |
|  | Filicopsida                                                   |
|  |                                                               |

|  | Equisetopsida |
|  |               |
|  | Filicopsida   |
|  |               |

|  | Pteridospermae (P) †                                          |
|  |                                                               |
|  | \| \| Gymnospermae \| \| \| \| \| \| Angiospermae \| \| \| \| |
|  |                                                               |
|  | Gymnospermae                                                  |
|  |                                                               |
|  | Angiospermae                                                  |
|  |                                                               |

|  | Gymnospermae |
|  |              |
|  | Angiospermae |
|  |              |

|  | Pteridospermae (P) †                                          |
|  |                                                               |
|  | \| \| Gymnospermae \| \| \| \| \| \| Angiospermae \| \| \| \| |
|  |                                                               |
|  | Gymnospermae                                                  |
|  |                                                               |
|  | Angiospermae                                                  |
|  |                                                               |

|  | Gymnospermae |
|  |              |
|  | Angiospermae |
|  |              |

|  | Pteridospermae (P) †                                          |
|  |                                                               |
|  | \| \| Gymnospermae \| \| \| \| \| \| Angiospermae \| \| \| \| |
|  |                                                               |
|  | Gymnospermae                                                  |
|  |                                                               |
|  | Angiospermae                                                  |
|  |                                                               |

|  | Gymnospermae |
|  |              |
|  | Angiospermae |
|  |              |

|  | Pteridospermae (P) †                                          |
|  |                                                               |
|  | \| \| Gymnospermae \| \| \| \| \| \| Angiospermae \| \| \| \| |
|  |                                                               |
|  | Gymnospermae                                                  |
|  |                                                               |
|  | Angiospermae                                                  |
|  |                                                               |

|  | Gymnospermae |
|  |              |
|  | Angiospermae |
|  |              |

|  | Cladoxylopsida †                                              |
|  |                                                               |
|  | \| \| Equisetopsida \| \| \| \| \| \| Filicopsida \| \| \| \| |
|  |                                                               |
|  | Equisetopsida                                                 |
|  |                                                               |
|  | Filicopsida                                                   |
|  |                                                               |

|  | Equisetopsida |
|  |               |
|  | Filicopsida   |
|  |               |

|  | Pteridospermae (P) †                                          |
|  |                                                               |
|  | \| \| Gymnospermae \| \| \| \| \| \| Angiospermae \| \| \| \| |
|  |                                                               |
|  | Gymnospermae                                                  |
|  |                                                               |
|  | Angiospermae                                                  |
|  |                                                               |

|  | Gymnospermae |
|  |              |
|  | Angiospermae |
|  |              |

|  | Pteridospermae (P) †                                          |
|  |                                                               |
|  | \| \| Gymnospermae \| \| \| \| \| \| Angiospermae \| \| \| \| |
|  |                                                               |
|  | Gymnospermae                                                  |
|  |                                                               |
|  | Angiospermae                                                  |
|  |                                                               |

|  | Gymnospermae |
|  |              |
|  | Angiospermae |
|  |              |

|  | Pteridospermae (P) †                                          |
|  |                                                               |
|  | \| \| Gymnospermae \| \| \| \| \| \| Angiospermae \| \| \| \| |
|  |                                                               |
|  | Gymnospermae                                                  |
|  |                                                               |
|  | Angiospermae                                                  |
|  |                                                               |

|  | Gymnospermae |
|  |              |
|  | Angiospermae |
|  |              |

|  | Pteridospermae (P) †                                          |
|  |                                                               |
|  | \| \| Gymnospermae \| \| \| \| \| \| Angiospermae \| \| \| \| |
|  |                                                               |
|  | Gymnospermae                                                  |
|  |                                                               |
|  | Angiospermae                                                  |
|  |                                                               |

|  | Gymnospermae |
|  |              |
|  | Angiospermae |
|  |              |

### Las eufilofitas y la teoría telomática de Zimmermann
De acuerdo con la "teoría telomática de Zimmermann" (Zimmermann 1952, 1965) las hojas grandes llamadas "megafilos" características de las eufilofitas derivaron de sistemas con ramas laterales aplanadas. Esta derivación involucraba el aplanamiento del sistema de ramificación y después el entrelazado ("webbing") para formar la lámina de la hoja. Esta teoría supone que anteriormente a la aparición de hojas sucedió la aparición de ramas laterales, por lo que sólo sigue siendo una hipótesis a demostrar en la línea de las eufilofitas, estando descartado que en las licofitas la aparición de las hojas se hubiera dado de esa forma.